# Bodson
Bodson es una variedad cultivar de ciruelo (Prunus domestica), de las denominadas ciruelas europeas.
Una variedad de ciruela de origen desconocido, procedente de la "Station de Recherches", Gante, (Bélgica).
Las frutas tienen un tamaño medio a grande, color de piel verde amarillento con gran superficie manchada de rojo púrpura, cubiertas de pruina espesas, punteado numerosos, pequeños, de color marrón rojizo, conspicuos, y pulpa de color amarillo dorado, textura moderadamente firme, seca, carne pobre con un sabor dulce, poco ácido.

## Historia
'Bodson' variedad de ciruela cuyo origen es desconocido.
'Bodson' está cultivada en diversos bancos de germoplasma de cultivos vivos, tales como en National Fruit Collection (Colección Nacional de Fruta) de Reino Unido con el número de accesión: 1951-090 y Nombre Accesión : Bodson. Fue introducida en el "Probatorio Nacional de Fruta" para evaluar sus características en 1951 procedente de la "Station de Recherches", Gante, (Bélgica).

## Características
'Bodson' árbol de porte extenso, moderadamente vigoroso, erguido. Flor blanca, que tiene un tiempo de floración que comienza a partir del 13 de abril con el 10% de floración, para el 17 de abril tiene una floración completa (80%), y para el 29 de abril tiene un 90% de caída de pétalos.
'Bodson' tiene una talla de tamaño medio a grande de forma ovalado, mitades desiguales, cavidad profunda, mediana a estrecha, abrupta, sutura poco profunda, a menudo una línea, ápice redondeado o aplanado, con peso promedio de 55.70 g; epidermis tiene una piel fina, tierna, ligeramente astringente, con abundante pruina azulado violácea, siendo el color de la piel verde amarillento con gran superficie manchada de rojo púrpura, cubiertas de pruina espesas, punteado numerosos, pequeños, de color marrón rojizo, conspicuos; pedúnculo corto a medio, grueso, algo curvo, con una longitud promedio de 11.11 mm, pubescente, bien adherido al fruto con la cavidad del pedúnculo estrecha y apenas pronunciada; pulpa de color amarillo dorado, textura moderadamente firme, seca, carne pobre con un sabor dulce, poco ácido.
Hueso libre, ovalada alargada, turgente, áspera y picada, puntiaguda en la base, roma en el ápice, sutura ventral bastante ancha, superficialmente surcada, roma, sutura dorsal con un surco ancho y poco profundo.
Su tiempo de recogida de cosecha es medio, se inicia en su maduración de principios a mediados de agosto.

## Usos
Debido a su carne bastante seca es de poco valor como ciruela de postre, pero una excelente variedad culinaria.